# Euchirella lisettae
Euchirella lisettae is een eenoogkreeftjessoort uit de familie van de Aetideidae. De wetenschappelijke naam van de soort is voor het eerst geldig gepubliceerd in 1989 door Vaupel Klein.